# Иноуе Коваши
Виконт Иноуе Коваши (на японски: 井上 毅, 6 февруари 1844 г. – 15 март 1895 г.) е японски държавник от периода Мейджи.

## Биография
Иноуе Коваши е роден в семейство на високопоставени самураи от провинция Хиго (днес префектура Кумамото) и е трети син на Иида Гонгобей. През 1866 г. Коваши бива осиновен от Иноуе Шигесабуро който е друг високопоставен служител на владетеля (даймьо) на Нагаока. Тъй като е интелигентно дете, бива приет в местното конфуцианско училище. По време на войната Бошин се сражава на страната на императора срещу шогуната Токугава. След реставрацията Мейджи постъпва в министерството на правосъдието и е изпратен да учи в Германия и Франция, по-късно става близък с Окубо Тошимичи и пътува с него до Пекин, където се водят преговори след японската експедиция в Тайван от 1874 г. След убийството на Окубо, Иноуе работи заедно с Ито Хиробуми и Ивакура Томоми и впоследствие става член на националното събрание (Генроин).
През 1875 г., след като придобива опит в Европа, той публикува два тома с документи, наречени „Основни закони на кралствата“, които представляват главно преводи на пруската и белгийска конституция с негови бележки, които представа на Ивакура Томоми. По препоръка на Ивакура е назначен да работи по проекта за японска конституция. Заедно с немския правен съветник Карл Фридрих Херман Розлер, Иноуе разработва първоначалния вид на конституцията Мейджи и закона за императорското семейство. Също така съдейства и на Мотода Нагазане за Имперския декрет за образованието. През 1877 г. Иноуе е назначен за секретар на министерския съвет в горната камара на японския парламент. През 1884 г., за главен библиотекар на министерството императорското семейство, а през 1888 г. за главен директор на правния отдел на министерския съвет. Впоследствие през 1890 г. става член на националното събрание и заема поста на министър по образованието при второто правителство на Ито Хиробуми през 1893 г. През 1895 г. получава титлата виконт според новата аристократична система.